# Istmo de la Pared
Istmo de la Pared är ett näs i Spanien.   Det ligger i provinsen Provincia de Las Palmas och regionen Kanarieöarna, i den sydvästra delen av landet, 1 700 km sydväst om huvudstaden Madrid. Istmo de la Pared ligger 42 meter över havet. Det ligger på ön Fuerteventura.
Terrängen runt Istmo de la Pared är platt åt sydost. Havet är nära Istmo de la Pared västerut.  Närmaste större samhälle är Costa Calma, 2,3 km söder om Istmo de la Pared. 